# Ladislav Snopek
Ladislav Snopek (10. prosince 1919, Mařatice – 4. října 2010, Bratislava) byl slovenský sochař a medailér.

## Dílo
Nejznámější výtvarné tvorba:

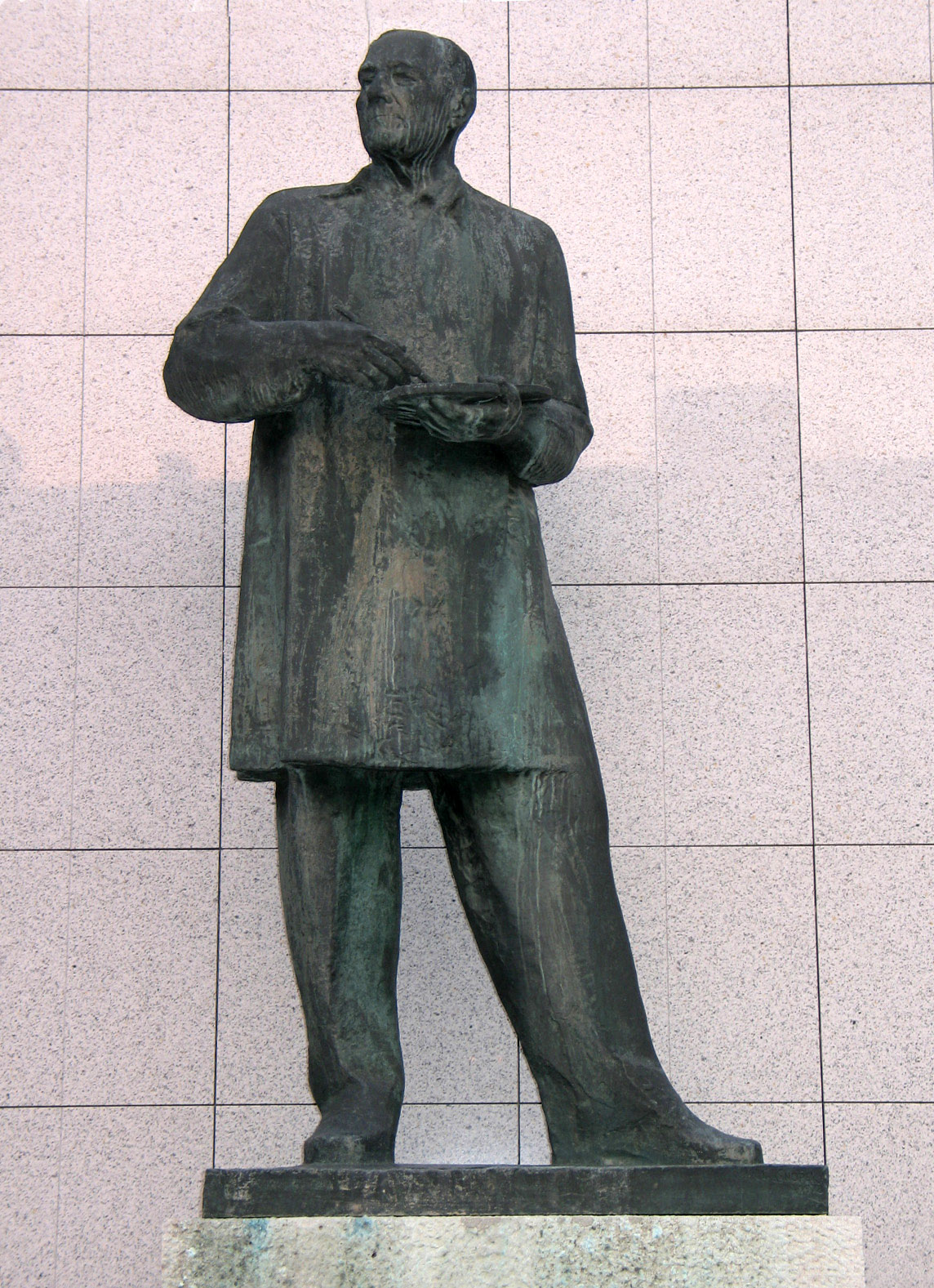
Bronzová plastika národního umělce Martina Benky

- Pomník Dušana Jurkoviče – na Nábřeží arm. gen. L. Svobody v Bratislavě, odhalený roku 1973, autoři: ak. sochař Ladislav Snopek, ing. arch. Ján Světlík.
- Pomník Ľudovíta Štúra – 1967, bronz, majetek autora.
- Památník francouzským partyzánům, který stojí na vršku Zvonice (okolí Strečna). Odhalen 29. srpna 1956. Památník z travertinu vytvořili sochaři Ladislav Snopek a Ladislav Beisetzer. Pod památníkem se nachází krypta, v níž jsou uloženy tělesné pozůstatky 24 partyzánů. Každoročně koncem srpna se u památníku na zvonici koná kladení věnců za účasti členů diplomatického sboru a delegací z Francie.

## Ocenění
- Roku 1985 titul Národní umělec